# Гудиловская улица
Гудиловская улица — улица в историческом районе Усть-Славянка Невского района Санкт-Петербурга. Проходит от Советского проспекта до внутриквартального проезда, который носит проектное название «Южная дорога». Движение однополосное в обе стороны, посередине проходит разделительный газон.

## История
Названа в честь исторического названия бывшего посёлка Усть-Славянка — Гудилово, название утверждено 31 января 2017 года.
Первый участок улицы был проложен в сентябре 2017 года, вскоре после ввода в эксплуатацию домов первой очереди квартала «Живи! В Рыбацком». Открыта для движения в ноябре 2017 года.
В перспективе Гудиловскую улицу планируется продлить до Славянской улицы, а на пересечении с Советским проспектом планируется устроить светофор.

## Пересечения
- Советский проспект
- Славянская улица (планируется)